# Маршрутна таблица
Маршрутната или маршрутизиращата таблица, известна в компютърните мрежи още като рутинг таблица (на английски: routing table) или RIB (Routing Information Base) е структура от данни във вид на табличен обект, която съхранява информацията, необходима за маршрутизиране на пакети в мрежата. Всеки рутер или мрежов компютър поддържа маршрутна таблица за възможните маршрути според адреса на получателя на пакета. В таблицата понякога се включва също и информация за съответния резултат за всеки от маршрутите, така че ако има няколко маршрута към една и съща мрежа да може да се избере най-добрия сред тях. Този резултат се определя от метриките определени от рутера или от маршрутизиращия протокол.
При маршрутизация hop-by-hop, всяка маршрутна таблица извежда (за всички дестинации, до които има достъп) адреса на следващото устройство по пътя към тази дестинация: следващия хоп. Ако приемем, че маршрутните таблици са съвместими, прост алгоритъм за препредаване на пакети към следващия хоп в тяхната дестинация е достатъчен за предаване на данни навсякъде в мрежата. Hop-by-hop е фундаменталната характеристика на IP Internetwork LayerМрежов слой в OSI модела и на Мрежовия слой в OSI модела.